# Anny Hannewald
Anny Hannewald (* 20. Februar 1882 in Frankfurt am Main; † 29. Februar 1968 ebenda) war eine deutsche Theaterschauspielerin.

## Leben
Anny Hannewald wurde im Frankfurter Ostend als Tochter eines Glühlampenfabrikanten geboren und wuchs im damals noch selbständigen Bockenheim auf. Sie besuchte die Ursulinen-Schule in Königstein und nahm seit ihrem 16. Lebensjahr Schauspielunterricht bei Thessa Klinkhammer.
1902 erhielt sie ihr erstes Engagement als jugendliche Naive am Hanauer Stadttheater, später am Königlichen Hoftheater in Kassel. Zu ihren wichtigsten Rollen zählten der Puck in Shakespeares Ein Sommernachtstraum und Käthchen von Heilbronn von Heinrich von Kleist. Aus familiären Gründen unterbrach sie 1910 ihre Theaterkarriere und arbeitete fortan als Krankenschwester.
1920 kehrte sie zum Theater zurück. Bis 1929 hatte sie ein festes Engagement am Neuen Theater in Frankfurt an, das damals unter der Leitung von Arthur Hellmer stand. Während der Sommerferien spielte sie am Rhein-Mainischen Verbandstheater sowie auf Gastspielreisen. Nach einigen Jahren Gastspielzeit an verschiedenen Bühnen, unter anderem in Bern, kam sie an die Städtischen Bühnen Frankfurt, wo sie bis kurz vor ihrem Tod blieb.
Anny Hannewald war eine beliebte Volksschauspielerin. Zusammen mit Carl Luley und Else Knott prägte sie als Teil des Alt-Frankfurter Trios das Frankfurter Theaterleben der fünfziger Jahre. Bedeutende Rollen waren die Frau Funk in Adolf Stoltzes Schwank Alt-Frankfurt und die Frau Dummbach in Ernst Elias Niebergalls Datterich. Überregional wurde sie durch ihre Tätigkeit für den Hessischen Rundfunk bekannt; so spielte sie beispielsweise 1949 die erste Mama Hesselbach in der Hörfunkproduktion der Familie Hesselbach von Wolf Schmidt.
Seit 1922 führte sie zudem gelegentlich Regie. 1957 wurde sie als erste Frau zum Ehrenmitglied der Städtischen Bühnen ernannt. 1962 erhielt sie die Ehrenplakette der Stadt Frankfurt am Main.
Anny Hannewald starb am 29. Februar 1968 nach einem Schlaganfall. Ihr Grab befindet sich auf dem Frankfurter Hauptfriedhof.